# 墨西哥—越南關係
墨越關係（越南语： Quan hệ Việt Nam – Mexico, 西班牙語：Relaciones México-Vietnam）是指越南和墨西哥之間的雙邊關係。兩國於1975年5月19日建交，目前两国均为亚太经合组织及東亞－拉丁美洲合作論壇成員國。

## 历史
两国在19世纪均受到法兰西第二帝国的政治影响，法國曾于19世纪60年代开始武裝干涉墨西哥，而越南也在法國皇帝拿破崙三世的领土蚕食中逐步成为法国的殖民地。1945年，越南脱离法国殖民统治独立，此后，墨西哥于第一次印度支那戰爭、越南战争时均保持中立。但承认越南共和国并与之建交直至1975年南越覆亡。:5
1975年5月19日，墨西哥与越南民主共和国建交。而越南于同年在墨西哥城开设大使馆。翌年，墨西哥在河内开设大使馆，但四年后以经费原因裁撤。2000年10月，墨西哥重启驻越大使馆。随着越南加入亞太經濟合作會議，墨西哥与越南的双边关系得到了显著的加强。

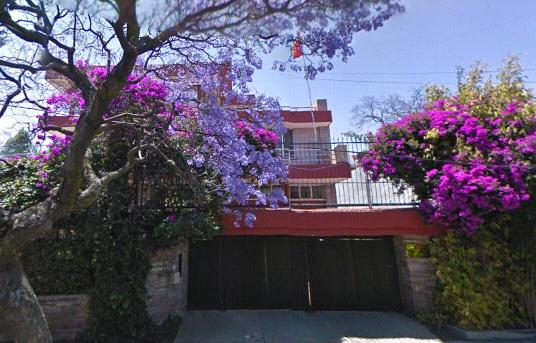
越南驻墨西哥大使馆

目前，越南驻墨西哥大使馆也兼辖越南在瓜地马拉、萨尔瓦多、洪都拉斯、巴拿马与贝里斯的相关事务。2020年，越南在墨西哥第二大城市瓜达拉哈拉开设名誉领事馆。

## 高层访问

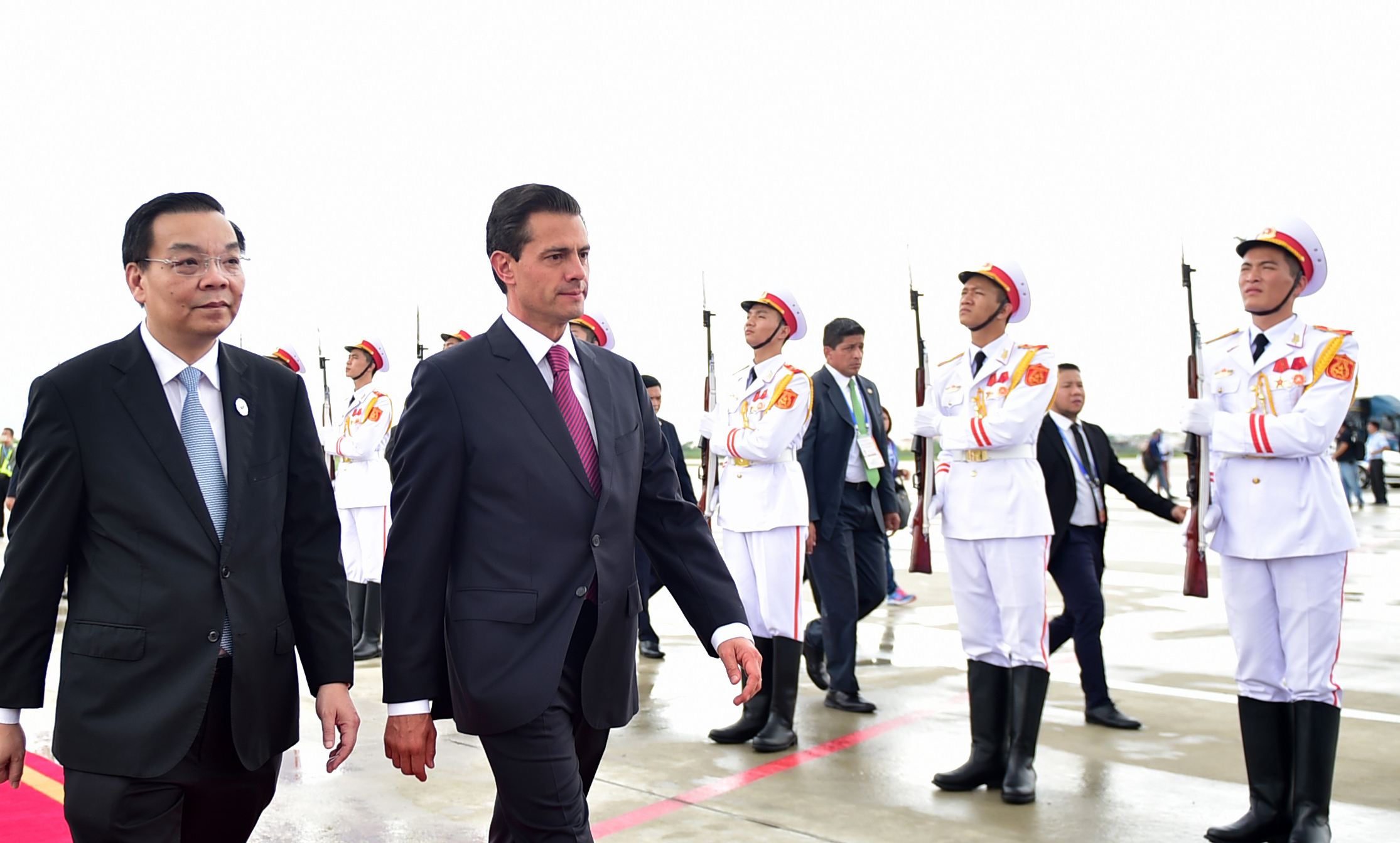
墨西哥总统恩里克·培尼亚·涅托访问越南

1979年，越南总理范文同首次访问墨西哥，2002年，潘文凯亦对墨西哥进行国事访问。2017年，墨西哥总统恩里克·培尼亚·涅托在越南岘港参加当年的亚太经合组织峰会并访问越南，期间他与越南国家主席陈大光举行了会谈。

## 旅行与签证

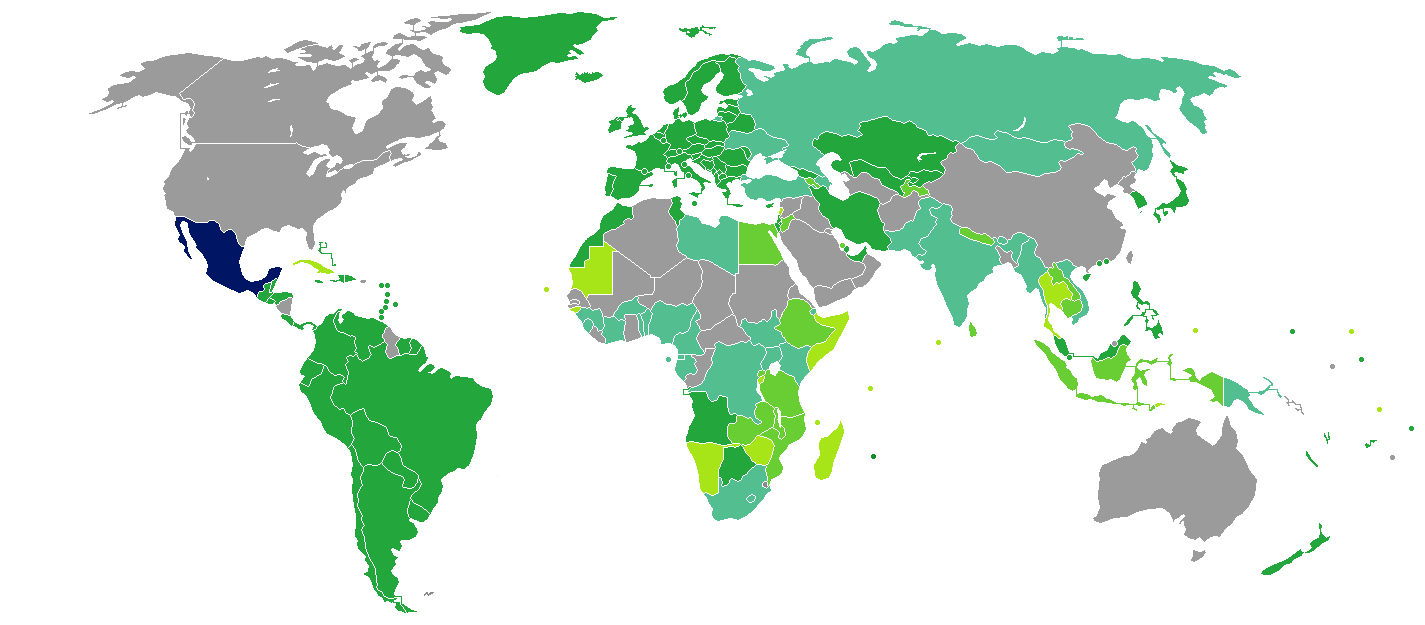
持墨西哥護照的墨西哥公民可以電子簽證的方式入境越南。

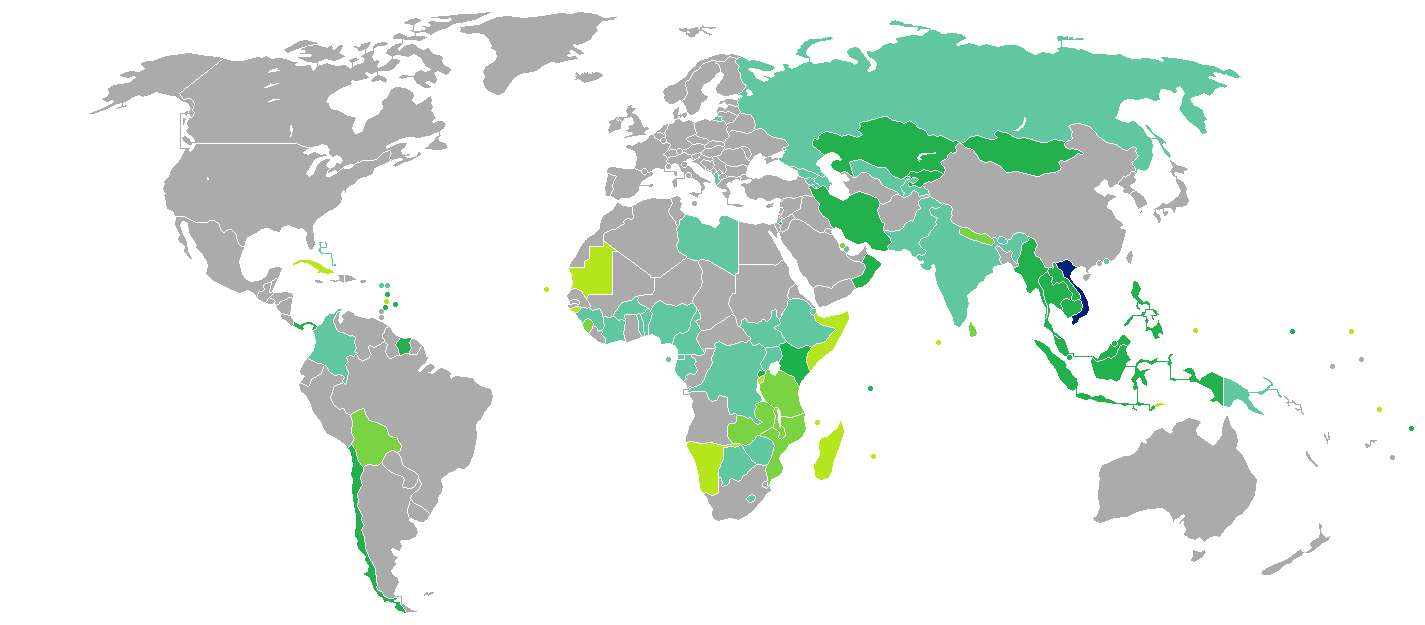
持越南護照的越南公民需要提前申请签证方可入境墨西哥。

### 簽證
兩國公民皆須申請簽證方可入境對方國家。持墨西哥護照的墨西哥公民可以申請電子簽證入境越南，停留不超過30天。若前往富国岛，可在岛上免签证停留30天。若墨西哥公民同时持有亞太經合會商務旅行卡，且該卡片為越南政府所認可（卡片背面「可通行國家（Valid For）」標記有“VNM”字樣）者，亦視同持用有效簽證，可以免签证入境越南60天。
持越南護照及美國簽證或加拿大簽證，或享有美國、加拿大、日本、英国或申根區國家永久居留權的越南公民，以觀光、商務或過境為目的，可免簽證入境墨西哥。凡持越南護照及亞太經合會商務旅行卡，且該卡片為墨西哥政府所認可（卡片背面「可通行國家（Valid For）」標記有“MEX”字樣）者，亦視同持用有效簽證，以商務為目的也可以免签证入境墨西哥90天。

## 经贸关系
越南与墨西哥均为跨太平洋夥伴全面進步協定（CPTPP）的成員。2018年，越、墨双边贸易额达到40亿美元，墨西哥主要向越南出口龙虾、鱿鱼、肉类产品、面粉、拖拉机以及酒精制品。而越南则主要向墨西哥出口电子产品、纺织品。目前，越南是墨西哥在亚洲的第12大贸易伙伴。两国已经签署了建立协商机制的谅解备忘录和教育和文化合作协议（2002 年）、技术和科学合作协定（2011 年）、农林协定（2011年）和经贸投资合作协定（2016年） 等合作协议。